# No-hitter
Een no-hitter is een honkbalterm voor een wedstrijd waarin een van de twee spelende teams geen honkslag weet te maken waardoor iemand op de honken komt. De werper die daarvoor zorgt wordt gezegd een no-hitter te gooien. 
Een no-hitter komt niet vaak voor, zo werden er in de historie van de Major League Baseball van 1875 tot 2012 slechts 279 no-hitters gegooid en was anno 2012 de langste periode tussen twee no-hitters 6364 Major Leaguewedstrijden (van 18 mei 2004 tot 6 september 2006). 
Het gooien van een no-hitter betekent niet per se een overwinning, omdat er ook andere manieren dan een honkslag zijn om een punt te maken, door bijvoorbeeld met vier wijd of "geraakt werper" op een honk te komen en daarna met stelen van honken binnen te komen. In werkelijkheid is het gooien van een no-hitter bijna altijd een garantie voor een overwinning (slechts 2 van de 279 genoemde Major Leaguewedstrijden eindigde in verlies). 
Een no-hitter moet niet verward worden met een perfect game, waarbij de werper van de winnende partij geen enkele speler van de andere ploeg op de honken toelaat.
Volgens de officiële definitie van de Amerikaanse Major League Baseball is er pas van een no-hitter (no-hit game) sprake als er een volledige wedstrijd van negen innings gegooid is. Toch wordt vaak elke wedstrijd waarin een werper geen honkslagen toelaat genoemd als no-hitter; zo gooide Shairon Martis tijdens de WBC 2006 een voor het Nederlands honkbalteam historische no-hitter tegen Panama in het Hiram Bithornstadion. Martis gooide echter maar 7 innings vanwege de genaderegel waarbij de wedstrijd verkort wordt als een team tien of meer punten achterstaat.